# Noé (Yonne)
Noé é uma comuna francesa na região administrativa de Borgonha-Franco-Condado, no departamento de Yonne. Estende-se por uma área de 8,55 km². Em 2010 a comuna tinha 558 habitantes (densidade: 65,3 hab./km²).